# Bembidion afroseptentrionale
Bembidion afroseptentrionale es una especie de escarabajo del género Bembidion, categorizada en la tribu Bembidiini, de la subfamilia Trechinae.

## Distribución
Se distribuye por Neri & Gudenzi en 2013.

## Taxonomía
Fue descrita por Argelia y Marruecos.